# Hackenköpfe
De Hackenköpfe zijn een rij bergtoppen in de deelstaat Tirol, Oostenrijk. De toppen liggen dicht bij elkaar, met een maximale hoogte van 2.126 meter.
De Hackenköpfe zijn onderdeel van het Kaisergebergte.